# Mio Technology
Společnost Mio Technology vyvíjí a prodává produkty v segmentu mobilních GPS autonavigací. Společnost byla založena v květnu 2002 na Tchaj-wanu. Pobočky společnosti Mio se nacházejí ve Velké Británii, dále v Belgii a Polsku. Další kanceláře jsou v Asii (Čína a Jižní Korea) a Severní Americe (stát Kalifornie). V současné době[kdy?] zaměstnává přes 1500 zaměstnanců po celém světě a své výrobky prodává ve více než 56 zemích. Společnost jako taková se skládá ze tří společností:
- Mio
- Navman
- Magellan

Společnosti Navman a Magellan patří ke špičce mezi navigacemi a jejich převzetím společností Mio se rozrostla působnost na světových trzích. V roce 2011 se společnost chystala uvést na trh novou řadu navigací, které se zaměřují na turistiku a geocaching. Mio Technology je třetí největší výrobce satelitních navigací.

## Produktové řady
- Navigace do auta: C220, C230, C317, C320, C520, C620 C720, C323, C325, C523, C525, C728, Moov 200/210, Moov 300/310, Moov 330, Moov 360/370, Moov 380, Moov 500, Moov 510, Moov 560, Moov 580
- GPS telefony: A702, A501, A502, Leap K1, Leap G50
- PDA navigace: P560